# Miraxis
Miraxis é um gênero de mariposa pertencente à família Crambidae.